# Vukovarske novine
Vukovarske novine su dvotjedne novine koje izlaze u Gradu Vukovaru. 

## Povijest
U Vukovaru je 1866. godine osnovana prva tiskara, a osnovao ju je Ignjat Mederšicki. Prve vukovarske novine na njemačkome jeziku izašle su 1868. godine, a zvale su se Der Syrmier Bote. Prve novine na hrvatskome jeziku bile su Sriemski Hrvat i počele su izlaziti 1878. godine.
Od 1952. do 1955. godine u Vukovaru izlazile su novine Vukovarske novine: glasilo Narodnog fronta u Vukovaru, a nakon stanke kao nastavak tih novina izlazile su od 1963. do 1991. godine Vukovarske novine: informativno glasilo općine Vukovar.
Prvi broj Vukovarskih novina izašao je 30. svibnja 1992. godine, na Dan državnosti u Republici Hrvatskoj, kao privremeno glasilo Općine Vukovar. Prvi broj imao je samo osam stranica, a tiskan je i izašao je u Zagrebu. Prvi urednik bio je Petar Brozović, a novine u Vukovaru izlaze od 1997. godine.
Od izlaska prvoga broja iz 1992. godine Vukovarske novine doživjele su mnoge promjene uvjetovane okolnostima u kojima su nastajale, a uvijek su bile kroničar vremena, događaja i ljudi grada Vukovara i onih koji su ga posjećivali.

## Glavni urednici i urednice
- Petar Brozović (1992. – 2000.)
- Željka Kraljić[8] (2000. – 2011.)
- Marija Molnar (2011. – 2012.)
- Mirjana Đermadi (2012. – 2015.)
- Milan Paun (2015. – 2016.)
- Robert Rac (2016. – 2018.)
- Valerija Lozančić (2019. – )

## Nagrade
- 1995.: Nagrada "Marija Jurić Zagorka".[9]

## Vanjske poveznice
- Vukovarske novine, pismohrana prošlih brojeva. Arhivirana inačica izvorne stranice od 12. studenoga 2022. (Wayback Machine)